# كلاكتونية
الكلاكتونية Clactonian ثقافة من ثقافات العصر الحجري القديم الأدنى، اسماهما بهذا الاسم هنري بروي عام 1931م، نسبة إلى الموقع الإنجليزي كلاكتون أون سيز عاصرت الثقافة الأشولية، وتميزت بصناعة الأدوات على الشظايا الكلاكتونية الكبيرة بدلا من الأنوية، والتي يصل طولها 15 سم، كما كثرت فيها القواطع والأدوات القاطعة، ولم يعثر فيها على فؤوس يدوية ذات الوجهين.
يطلق علماء الآثار اسم الكلاكتونية على صناعة الآلات من الصوان في أوروبا التي يعود تاريخها إلى المرحلة المبكرة من الفترة بين الجليديين المعروفة باسم الفترة الهوكسنية، فترة ميندل-رس أو الفترة الهلستينية (قبل نحو 400,000 سنة). صنع الأدوات الكلاكتونية إنسانُ هايدلبرغ.
أُطلقت هذه التسمية بعد العثور على آثار تعود إلى 400,000 ألف عام وجدها هازلدين وارن في أخدود مغمور في كلاكتون أون سي في الريف الإنكليزي في مقاطعة إسكس عام 1911. المصنوعات التي وجدت تضمنت أدوات قاطعة من الصوان وشظايا من الصوان وقطعة أمامية لعمود خشبي مستدق مع بقايا فيل ضخم وفرس النهر. وجدت نماذج أخرى من الأدوات في مواقع مثل حفرة بارنفيلد وحفرة ريكسون، بجانب سكوانسكومب في كينت وبارنهام في سوفولك: وجدت مصنوعات أخرى مماثلة عبر شمال اوروبا. تطلبت المصنوعات الكلاكتونية قدح الشظف غير المنتظمة والثخينة من نواة صوانية، لتستخدم بعد ذلك في القطع. استخدمت الشظايا كسكاكين بدائية وكاشطات. بخلاف الأدوات الأولدوانية التي اشتقت منها الأدوات الكلاكتونية، وجدت ثقوب في بعضها ما يوحي بأنها رُبطت بمقبض أو عمود. من غير المحتمل أن تكون خضعت للتعديل، ويوحي وجود انتفاخ القرع البارز باستخدام مطرقة حجرية.
اقترح وجود «نسخة مصرية» من المصنوعات الكلاكتونية في 1972، بناءً على عمليات تنقيب أجريت في مصطبة بعلو 100 قدم (نحو 30 مترًا) على ضفتي نهر النيل.

## الخلاف الكلاكتوني
ربما عاصرت الصناعة الكلاكتونية الصناعة الأشولية، التي استخدمت تقنيات أساسية مطابقة ولكنها استعملت أيضًا الفؤوس اليدوية: وهي أدوات صُنعت عبر شظف وجهي نواة من الصوان.
خضعت الحجة المقدمة لاعتبار «الكلاكتونية» حضارة منفصلة عن الأشولية للتساؤل في مقال في عام 1994. إذ ربما تكون الصناعة الكلاكتونية هي ذاتها الأشولية وقيّمت على أنها منفصلة عن الأشولية لأن الأدوات الكلاكتونية صنعها أفراد لم يحتاجوا إلى الفؤوس الأشولية في حال صنعوها. يُحسَب الاختلاف في البيئة وتوفر وجودة المواد الخام لصالح التمييز بين الصناعتين، الذي استنتج في مرحلة ما أنه تصور علماء الآثار الحديثون وحسب.
ولكن التنقيبات في عام 2004 على فيل مذبوح في العصر الحديث الأقرب في موقع ساوثفليت رود في كنت استرجعت عدة أدوات كلاتونية مصنوعة من الصوان ولم تجد بينها أي فؤوس. الفأس أداة أفضل لتقطيع جثة الفيل، وكان ذلك دليلًا قويًا على أن الكلاتونية منفصلة عن الأشولية. كان الصوان ذو الجودة الملائمة اللازم لصناعة الفؤوس متوفرًا، لذا يرجح أن الناس الذين قطعوا الفيل لم يمتلكوا المعرفة اللازمة لصنع الفؤوس اليدوية ذات الوجهين.[بحاجة لمصدر]

## المرجع
1. ↑  Ashton، Nick (2017). Early Humans. London: William Collins. ص. 145-47, 314. ISBN:978-0-00-815035-8.
2. ↑  Tester، P. J. (1984). "Clactonian Flints from Rickson's Pit, Swanscombe" (PDF). Archaeologia Cantiana -  Vol. 100  1984. KENT ARCHAEOLOGICAL SOCIETY. مؤرشف من الأصل (PDF) في 2016-03-25. اطلع عليه بتاريخ 2016-07-12.
3. ↑  Langer، William L.، المحرر (1972). An Encyclopedia of World History (ط. 5th). Boston, MA: Houghton Mifflin Company. ص. 9. ISBN:0-395-13592-3. مؤرشف من الأصل في 2022-04-25.
4. ↑  Ashton, N.؛ McNabb, J.؛ وآخرون. Contemporaneity of Clactonian and Acheulian flint industries at Barnham, Suffolk in Antiquity 68 (1994), 260. ص. 585–589.

- أبو غنيمة، خالد. 2009؛ معجم مصطلحات عصور ما قبل التاريخ. الأردن: جامعة اليرموك.